# Parry Gripp
Parry P. Gripp (Santa Barbara, 22 settembre 1967) è un cantante e musicista statunitense.
Gripp viene ricordato per essere membro dei Nerf Herder e per le sue canzoni per bambini tra cui It's Raining Tacos, Space Unicorn, Nom Nom Nom Nom Nom Nom Nom e Do You Like Waffles?

## Biografia

### Primi anni di vita
Gripp nacque nel 1967 a Santa Barbara, in California, e crebbe presso la Santa Barbara Orchid Estate, di cui è oggi comproprietario assieme alla sorella. La tenuta venne fondata da Robert J. Chrisman nel 1957 e acquistata nel 1967 dal padre di Parry Gripp Paul Gripp. Quest'ultimo gestì la residenza fino al 1986, anno del suo pensionamento.

### Carriera
Parry Gripp iniziò la sua carriera assieme al gruppo pop punk Nerf Herder nel 1994. Nel 2005 avviò la carriera solista con un concept album sul tema della pubblicità contenente 51 brevi tracce e intitolato For Those About to Shop, We Salute You. Oltre a pubblicare alcuni album per bambini, Gripp scrisse canzoni per molti cartoni animati come, ad esempio, Super Hero Squad Show, Ben 10: Omniverse, I 7N, StoryBots Super Songs, Hazbin Hotel, Helluva Boss e Zoophobia. Molte canzoni di Gripp vennero utilizzate in vari programmi della Disney e a fini promozionali da aziende come Wawa, Amazon e Hallmark Cards.
L'artista è tutt'oggi attivo e pubblica le sue novelty song e brani ispirati ai meme di Internet sul suo sito web Song of the Week e il suo canale di YouTube.
Nel 2019, quando Raining Tacos di Gripp e altri brani vennero utilizzati per dissuadere i senzatetto dal radunarsi in alcune aree della città di West Palm Beach, l'artista donò tremila dollari ai centri accoglienza del luogo e, grazie al supporto di un avvocato, costrinse la città a non riprodurre più la sua traccia.

## Discografia parziale

### Da solista

#### Album in studio
- 2005 – For Those About to Shop, We Salute You
- 2008 – Do You Like Waffles?
- 2020 – Jingle Burgers – A Parry Gripp Christmas Album
- 2021 – For Kids About To Rock

### Con i Nerf Herder

#### Album in studio
- 1996 – Nerf Herder
- 2000 – How to Meet Girls
- 2002 – American Cheese
- 2008 – Nerf Herder IV